# Pulmonalstenose

Stenose der Pulmonalklappe

Unter dem Sammelbegriff Pulmonalstenose werden mehrere, meist angeborene, seltener rheumatisch-entzündlich oder durch andere Prozesse bedingte Einengungen (Stenosen) in der Ausflussbahn von der rechten Herzkammer zur Lungenschlagader (Pulmonalarterie) verstanden.
- die infundibuläre Pulmonalstenose im muskulären unteren Ausflusstrakt
- die valvuläre Pulmonalstenose (von lateinisch valvula „kleine Klappe“) als Stenose der mit drei Taschen angelegten Pulmonalklappe (Pulmonalklappenstenose)
- die supravalvuläre Pulmonalstenose im Hauptstamm der Lungenschlagader
- die peripheren Pulmonalstenosen als Stenosen der Lungenschlagaderäste

Pulmonalstenosen ohne Kammerscheidewanddefekt machen etwa 10 % aller angeborenen Herzfehler aus, wobei es sich bei mehr als 90 % der Fälle um eine valvuläre Pulmonalstenose handelt. Die infundibuläre Pulmonalstenose kommt weniger häufig vor und ganz selten sind die supravalvulären und peripheren Stenosen. Auch als Teil von komplexen angeborenen Herzfehlern kommt die Pulmonalstenose vor.

## Auswirkungen
Eine valvuläre Pulmonalstenose wird durch einen zu engen Klappenring und durch eine Fehlbildung der Klappentaschen (nur zweiklappige Anlage, Deformierung und Verdickung der verwachsenen Klappentaschen) verursacht. Bei der infundibulären Stenose ist die Verengung der Ausflussbahn kurzstreckig, membranartig oder auch langstreckig und röhrenförmig angelegt. Durch breite Muskelbündel kann der rechte Ventrikel (Herzkammer) geradezu in zwei Kammern geteilt werden. Abhängig von der Enge der Stenose steigt der Druck in der Herzkammer und die Muskelwand wird stärker. Schwere Pulmonalstenosen können auch zur Rechtsherzinsuffizienz und einer Erweiterung der Herzkammer führen.

## Symptome
Leichte Stenosen verursachen keine Beschwerden. Bei mittelschweren Stenosen kommt es zu Kurzatmigkeit und leichter Lippenzyanose bei körperlicher Belastung. Schwere Stenosen bewirken schon im Ruhezustand eine beschleunigte Atmung und Zyanose, die sich bei Belastung verstärken. Dann wird auch die körperliche Entwicklung beeinträchtigt.

## Diagnostik
- Auskultation und Phonokardiographie: systolisches spindelförmiges Austreibungsgeräusch über dem 2. Interkostalraum links parasternal (Herzbasis), das mit einem tastbaren systolischen Schwirren über der Herzbasis palpiert werden kann; häufig weit gespaltener 2. Herzton
- Echokardiografie als nicht-invasive Untersuchungsmethode
- Elektrokardiogramm (EKG) zur Diagnostik der Rechtsherzbelastung
- Herzkatheter zur Abklärung vor Operationen sowie zur Bestimmung der Wirkung von gefäßerweiternden Substanzen (Vasodilatatoren)
- Bestimmung der Brain-Natriuretic-Peptide-Konzentration des Blutes zum Nachweis einer Herzinsuffizienz
- MRT, CT, Szintigraphie zum Ausschluss einer Lungenembolie

## Therapie
Leichtere Stenosen sind nicht behandlungsbedürftig. Für mittlere und höhergradige Stenosen steht heute die Dilatation mit einem Ballon-Herzkatheter zur Verfügung.
Selten ist der Ersatz der Herzklappe notwendig. Als Ersatzklappen kommen künstliche Herzklappen, menschliche Klappentransplantate oder Bioklappen aus tierischem Herzbeutelgewebe infrage. Bei schwierigen Fällen wird eine Operation mit Herz-Lungen-Maschine durchgeführt. Die erste erfolgreiche transventrikuläre instrumentelle „Sprengung“ einer isolierten Pulmonalstenose war Russell C. Brock 1948 bei einer 18-jährigen Patientin gelungen.
Bei Stenosen, die durch Gefäßverengungen in der Lunge verursacht werden, kann unter anderem eine Behandlung mit Vasodilatatoren durchgeführt werden. Dieses Krankheitsbild wird als Pulmonale Hypertonie bzw. Lungenhochdruck bezeichnet.
Eine der ersten Operationen zur Behandlung einer Pulmonalstenose führte Eugène Doyen (1859–1916) durch, allerdings erfolglos.

## Langzeitaussichten
Die Langzeitaussichten für die Patienten sind sehr gut, mit Ausnahme der Pulmonalen Hypertonie. Trotzdem sind lebenslange Kontrolluntersuchungen angezeigt. Eine Endokarditisprophylaxe ist nach den derzeitigen Richtlinien der Deutschen Gesellschaft für Kardiologie nicht notwendig.